# Egoz (navire)
Egoz (hébreu: אֱגוֹז à l'origine nommé Pisces) était un navire qui transportait des émigrants juifs du Maroc vers Israël. 
Le 10 janvier 1961, lors son treizième voyage, en partance d'Al Hoceima, le bateau coule entraînant le décès de 46 personnes. 44 immigrants sont parmi les victimes, la moitié sont des enfants. 22 corps sont repêchés et 3 membres espagnols de l'équipage s'en sortent vivants. Avant son naufrage, le bateau transporte avec succès 334 émigrants en trois mois. À l'époque du naufrage, le trajet se fait dans le plus grand secret car il s'agit d'une période où l'immigration des Juifs Marocains vers Israël est illégale en vertu de la loi marocaine. 
Pendant plusieurs années, le gouvernement israélien s'adresse sans succès au roi du Maroc pour la restitution des dépouilles des passagers. C'est seulement en 1992  que l'inhumation au cimetière du Mont Herzl à Jérusalem aura lieu lors d'une cérémonie officielle.
En 1998, le dramaturge Motti Lerner consacre une pièce à ce drame, Egoz.

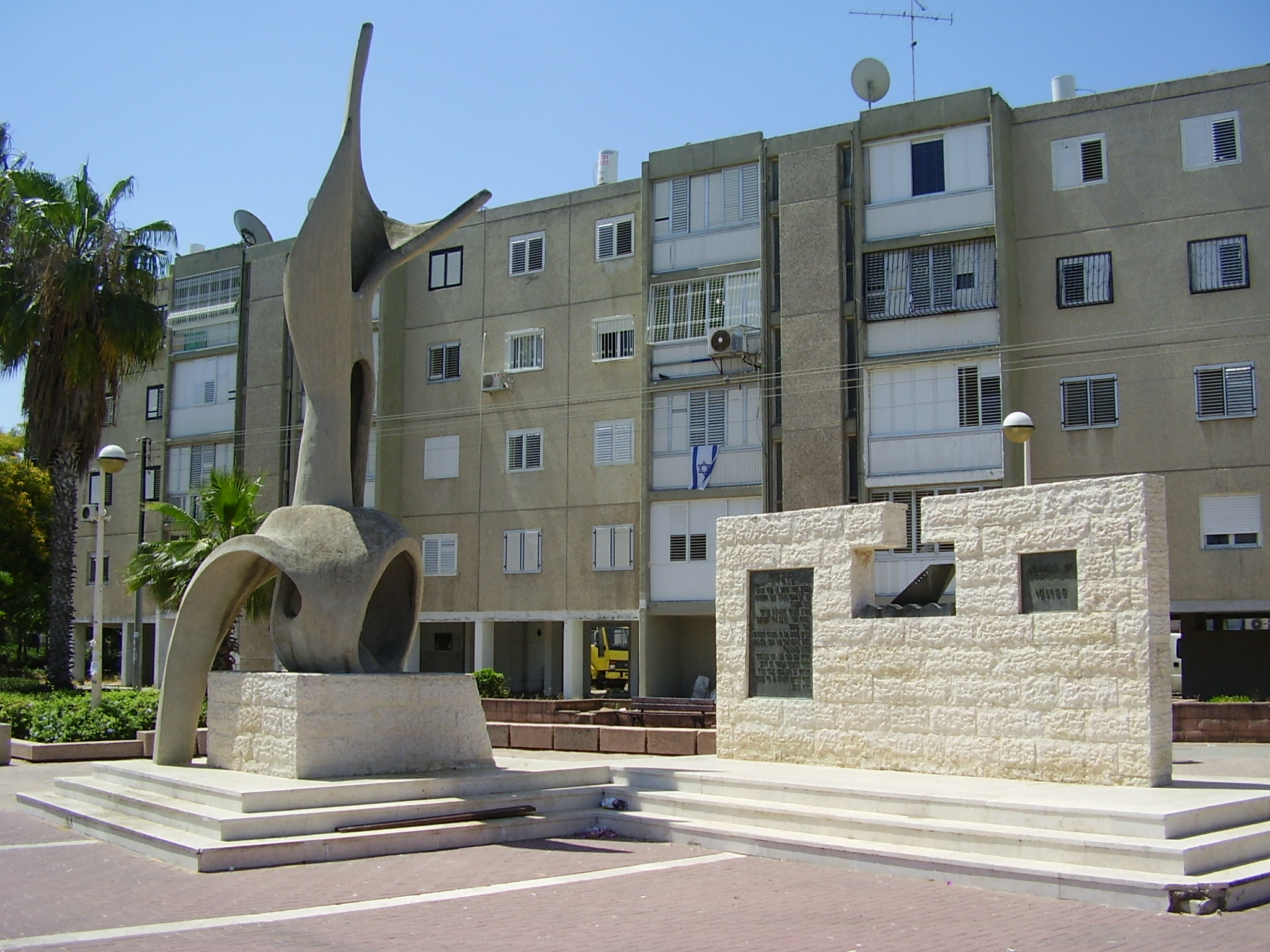
Monument en hommage aux victimes situé à Ashdod.
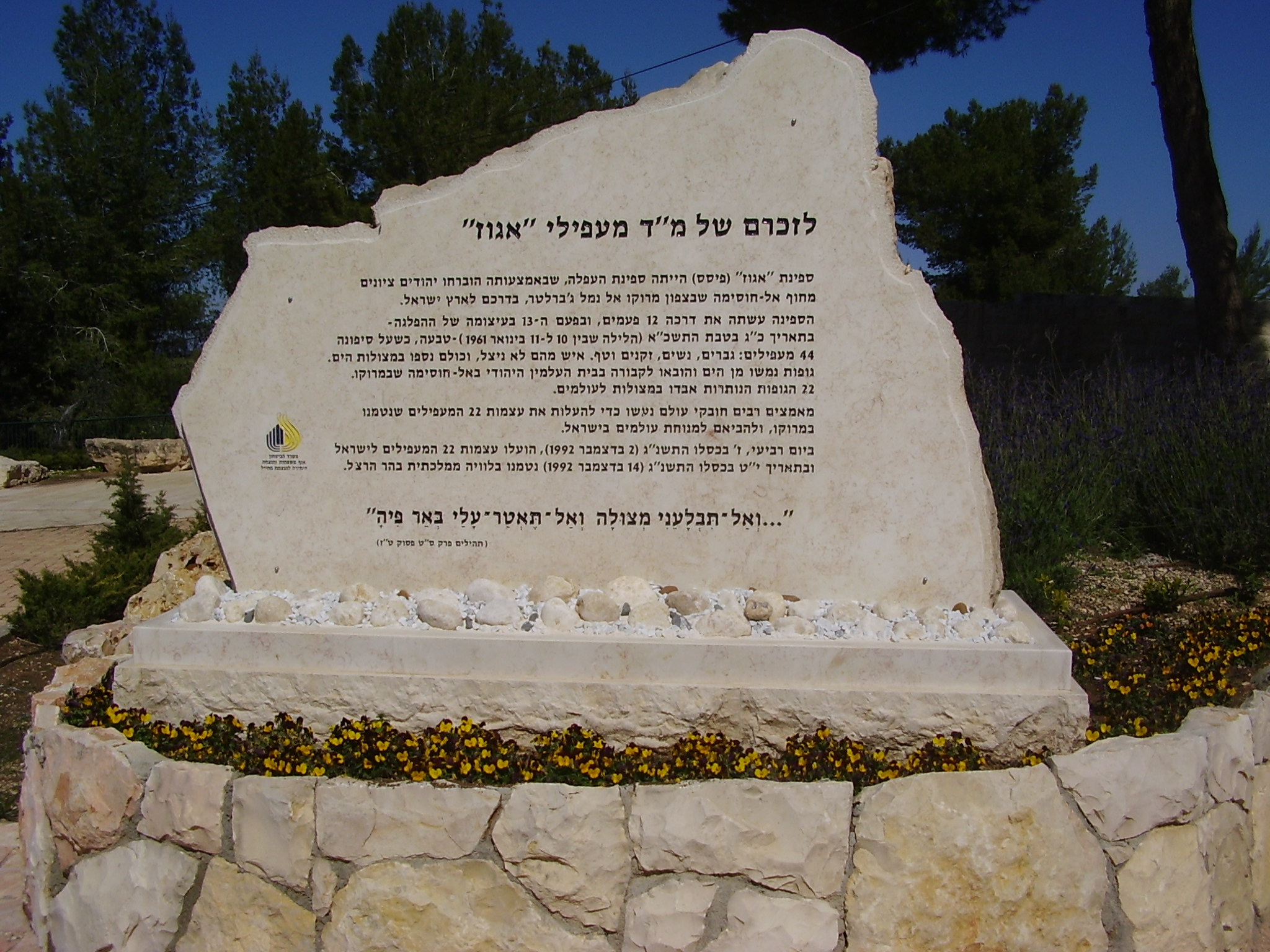
Monument en hommage aux victimes situé au Mont Herzl.